# Pablo Eusebio Arguindeguy
Pablo Eusebio Arguindeguy, (Buenos Aires, Argentina, 20 de junio de 1922-ib., 19 de marzo de 2014) fue un historiador naval argentino y oficial naval militar. 

## Oficial naval militar
Prestó servicios en la Armada Argentina entre 1944 y 1975. 
Ingresó a la Marina de Guerra argentina como cadete cuerpo de administración, el 26 de enero de 1944, pasando en pocos meses a cadete auxiliar contador. Un año después obtuvo el grado de guardiamarina contador. Egresó de la Escuela Naval Militar (Argentina), en 1946, como teniente de corbeta contador. En 1972, alcanzó el grado de contraalmirante. Pasó a situación de retiro voluntario en 1975. 
Prestó servicios en el guardacostas Pueyrredón, crucero 25 de Mayo, Escuadrilla de Torpederos de la Flota de Mar, acorazado Moreno, buque tanque Punta Loyola, transporte Bahía Aguirre, realizó la Campaña Antártica 1955-1956 en el rompehielos General San Martín y fue jefe de servicio en la Flota de Mar (embarcado en el portaaviones Independencia). Navegó además en los cruceros Nueve de Julio y General Belgrano, hidrógrafos, rastreadores y buques menores. Prestó servicios en la Guarnición Baterías, Base Naval Río Santiago y Base Naval Puerto Belgrano. 
Integró la Secretaría de Marina (Departamento Económico Financiero) y prestó servicios en las Direcciones Generales de Administración y del Material Naval. Asimismo, en 1967, formó parte de la Comisión de Racionalización de la Armada Argentina (COEA). Prestó servicios en el Estado Mayor General Naval, Servicio de Informaciones Navales y las Comisiones Navales de Estados Unidos y Europa.

## Historiador marítimo y naval
Cuenta con más de 40 publicaciones entre libros y artículos de divulgación. 
Preparó la edición de Apuntes sobre los buques de la Armada Argentina, 1810-1970 (1972), auxiliar heurístico en siete volúmenes cuya novedad consiste en recorrer de forma completa la trayectoria de los buques de guerra de la Armada Argentina desde el inicio de la Marina de Guerra de ese país y hasta 1970. Editada por el Departamento de Estudios Históricos Navales, la obra vio la luz en momentos que la Armada Argentina se encontraba abocada a concientizar a la población sobre la importancia del mar en el desarrollo de las naciones. 
Destaca también una Historia del escalafón de intendencia de la Armada Argentina (1976) editado por el Departamento de Estudios Históricos Navales, obra que resume la historia del cuerpo de intendencia desde 1806 hasta el 17 de mayo de 1974, fecha en que el autor da por concluida la búsqueda de antecedentes en los respectivos archivos. A través de su investigación, se aprecia la característica principal del cuerpo: estar presente en todo el quehacer naval desde su misma génesis.
Asimismo, entre 1980 y 1981 vieron la luz dos tomos compilados por Arguindeguy de una Historia de la Aviación Naval Argentina, editada por el Departamento de Estudios Históricos Navales. Dicha compilación ha sido completada desde entonces mediante dos tomos aparecidos en 1992 y 2012 (este último en dos volúmenes), producidos por un equipo de trabajo puesto bajo la dirección del contralmirante (RE) Héctor Albino Martini. En su mayoría, los colaboradores proceden de las diferentes unidades y del comando de la Aviación Naval argentina. Asimismo, para el tomo 3, dieron apoyo personal asignado al Boletín del Centro Naval y al Departamento de Estudios Históricos Navales. En su conjunto, la obra resume la historia del componente aéreo y su orgánica, desde los antecedentes de su inclusión en la Armada Argentina (1908), pasando por la participación del mismo en la guerra del Atlántico Sur (guerra de las Malvinas, 1982) y culminando con la actividad desplegada desde 1942 en la Antártida (primer vuelo argentino en el sector antártico hasta las campañas antárticas de verano de 2007 y 2008).
En coautoría con el contraalmirante Horacio Rodríguez, escribió numerosas obras, entre las que pueden mencionarse:
- Uno de los tres valientes (1992). Recopila las biografías de los coroneles de marina Tomás Espora y Leonardo Rosales;
- Las biografías de Drummond (1993), Granville (1993), King (1995), Murature (1995) Parker (1993) y Spiro (1993); 
- Reseñas de los buques que llevaron el nombre La Argentina (1994) y de la goleta Sarandí (1994);
- Las fuerzas navales argentinas. Historia de la flota de mar (1995), donde los autores ofrecen una apretada síntesis de los orígenes, evolución y cambios de las fuerzas navales argentinas desde el centro motor de su flota de mar. 
- Asimismo, escribieron Buques de la Armada Argentina. Sus comandos y operaciones, auxiliar heurístico que cubre en varias publicaciones los períodos 1810-1852, 1852-1899 y 1970-1996. 
- También, El corso rioplatense (1996). 
- Una Nómina de oficiales navales argentinos. 1810-1900 (1998), auxiliar heurístico donde detallan (de forma bastante acabada, pero presumiblemente no completa, tal y como reconocen los mismos autores), la nómina de los oficiales que sirvieron en los diferentes cuerpos de la Marina de Guerra argentina durante el siglo XIX. 
- Sobre el almirante Guillermo Brown escribieron:  Brown, el hombre  y Guillermo Brown: apostillas a su vida
- En su totalidad, las obras antes mencionadas fueron editadas por el Instituto Nacional Browniano.  
En coautoría con el suboficial mayor (R) José Ramón Bamio, publicó Almirante Guillermo Brown. Iconografía y una Biografía breve de Guerrico. 
Fue codirector de varios volúmenes de la Historia Marítima Argentina, obra editada por el Departamento de Estudios Históricos Navales de la Armada Argentina. 
Desde 1993 fue miembro Correspondiente por la Provincia de Buenos Aires de la Academia Nacional de la Historia de la República Argentina. Asimismo, fue miembro de Número Académico del Instituto Nacional Browniano.  
Falleció el 19 de marzo de 2014.

## Obras del autor
- Minio y pintura gris (1971).

- Apuntes sobre los buques de la Armada Argentina, 1810-1970 (1972).

- Historia del escalafón de intendencia de la Armada Argentina (1976).

- Historia de la Aviación Naval Argentina* , compilador de los tomos 1 y 2 (1980 y 1981).[3]

- Uno de los tres valientes (1992). Recopila las biografías de los coroneles de marina Tomás Espora y Leonardo Rosales.

- Drummond (1993), en coautoría con el contralmirante Horacio Rodríguez.

- Granville (1993), en coautoría con el contralmirante Horacio Rodríguez.

- King (1995), en coautoría con el contralmirante Horacio Rodríguez.

- Murature (1995), en coautoría con el contralmirante Horacio Rodríguez.

- Parker (1993), en coautoría con el contralmirante Horacio Rodríguez.

- Spiro (1993), en coautoría con el contralmirante Horacio Rodríguez.

- Guillermo Brown: apostillas a su vida (1994), en coautoría con el contralmirante Horacio Rodríguez.

- Las fuerzas navales argentinas. Historia de la flota de mar (1995). En coautoría con el contralmirante Horacio Rodríguez.

- El corso rioplatense (1996). Coautoría con el contralmirante Horacio Rodríguez.

- Buques de la Armada Argentina: 1970-1996. Sus comandos y operaciones (1997). Coautoría con el contralmirante Horacio Rodríguez.

- Brown, el hombre  (1997). Coautoría con el contralmirante Horacio Rodríguez.

- Nómina de oficiales navales argentinos. 1810-1900 (1998). Coautoría con el contralmirante Horacio Rodríguez.

- Buques de la Armada Argentina: 1810-1852. Sus comandos y operaciones (1999). Coautoría con el contralmirante Horacio Rodríguez.

- Buques de la Armada Argentina: 1852-1852. Sus comandos y operaciones (1999). Coautoría con el contralmirante Horacio Rodríguez.

- Almirante Guillermo Brown. Iconografía* . En coautoría con el suboficial mayor (R) José Ramón Bamio.

- Biografía breve de Guerrico. En coautoría con el suboficial mayor (R) José Ramón Bamio.

### Documentos inéditos
Foja de Servicios Nº 2668 de Pablo Eusebio Arguindeguy, Archivo General de la Armada Argentina, Caja 000656. MFS 2011/2013.